# 鈴木天眼
鈴木 天眼（すずき てんがん、慶応3年7月8日（1867年8月7日） - 大正15年（1926年）12月10日）は、明治期のジャーナリスト、衆議院議員。『東洋日の出新聞』創刊者。天眼は号、本名は力（ちから）。

## 経歴
陸奥国安達郡二本松町（現在の福島県二本松市）に生まれる。郷里で竹内東仙に就いて漢籍を学び、上京して赤羽四郎及び日下義雄等に寄食して学ぶ。のち病を患い長崎での静養を経て、東京に出て『獨尊子』『丈夫の本領』等を出版して名声を得る。1890年（明治23年）、佃信夫、北村三郎と共に雑誌『活世界』を発刊。国粋主義系の記者としてその名を馳せ、1893年（明治26年）に秋山定輔が創刊した『二六新報』に主筆として迎えられる。次いで、天佑侠の結成に参加し、朝鮮へ渡る。
帰朝後、長崎にて『東洋日の出新聞』を創刊。もっぱら東亜問題を論じる異色の新聞として、大きな評判となった。1908年（明治41年）に第10回衆議院議員総選挙で長崎市より選出されて衆議院議員となり、一期在任した。1910年（明治43年）に軍艦「生駒」に乗り込み、安南・南米・欧州を見聞し、1914年（大正3年）には南洋の視察を試みた。

## 著書
- 『小日本歟大日本歟』
- 『神物人感應如是』
- 『清正公』